# Miss Rio de Janeiro 2014
Miss Rio de Janeiro 2014 foi a 59ª edição do tradicional concurso de beleza feminino de Miss Rio de Janeiro, válido para a disputa de Miss Brasil 2014, único caminho para o Miss Universo. O concurso foi coordenado pela empresária Susana Cardoso e ocorreu na Cidade do Samba, na capital do Estado com a presença de dezoito (18) candidatas de distintos municípios do Rio. A detentora do título no ano anterior, Orama Valentim, coroou a sucessora no final do evento, sendo esta a represente da capital, Hosana Angélica Elliot Murta.

## Resultados

### Colocações
| Posição               | Município e Candidata |
| --------------------- | --- |
| Vencedora             | - Rio de Janeiro - Hosana Elliot |
| 2º. Lugar             | - Angra dos Reis - Maíra Bullos |
| 3º. Lugar             | - Campos dos Goytacazes - Arlinda Miranda |
| 4º. Lugar             | - Niterói - Nayara Filippini |
| 5º. Lugar             | - Paraty - Júlia Albuquerque |
| Top 10 Semifinalistas | - Resende - Halyne Oliveira - Belford Roxo - Isabel Correa - Miguel Pereira - Larissa Evelyn - Nilópolis - Amanda Oliveira - Nova Iguaçu - Vitória Rangel |

### Prêmios Especiais
Foram distribuídos os seguintes prêmios este ano:
| Posição        | Município e Candidata           |
| -------------- | ------------------------------- |
| Miss Simpatia  | - Resende - Halyne Oliveira     |
| Miss Fotogenia | - Belford Roxo - Isabel Correa  |
| Miss Talento   | - Teresópolis - Yasmin Motizuki |

### Ordem dos Anúncios

#### Top 10
1. Niterói
2. Belford Roxo
3. Paraty
4. Resende
5. Miguel Pereira
6. Rio de Janeiro
7. Nilópolis
8. Angra dos Reis
9. Nova Iguaçu
10. Campos dos Goytacazes

## Jurados
Ajudaram a eleger a campeã:
| 1. Antônio Frota, empresário; 2. Dr. Sílvio Guerra, advogado; 3. Janira Belmiro, empresária de moda; 4. Fernanda Louback, Miss Rio de Janeiro 2003; 5. Leonardo Espíndola, chefe da casa civil do RJ; 6. Dr. Marco D'Andrea, médico e modelo; 7. Márcia Gabrielle, Miss Brasil 1985; 8. Thiago Gáspari, artista plástico; 9. Sérgio Brum, empresário; | 1. Evandro Hazzy, diretor técnico do Miss Brasil; 2. Gabriela Fagliari, diretora de Projetos da Enter; 3. Susana Cardoso, coordenadora do concurso. |

## Candidatas
Disputaram o título este ano:
| - Angra dos Reis - Maíra Bullos - Belford Roxo - Isabel Correa - Campos dos Goytacazes - Arlinda Miranda - Duque de Caxias - Carolina Moura - Miguel Pereira - Larissa Evelyn - Nilópolis - Amanda Oliveira | - Niterói - Nayara Filippini - Nova Iguaçu - Vitória Rangel - Paraty - Júlia Albuqurque - Petrópolis - Nadini Falcão - Quatis - Vanessa Athenas - Queimados - Ingrid Carvalho | - Resende - Halyne Oliveira - Rio de Janeiro - Hosana Elliot - São Gonçalo - Juliana Machado - São João de Meriti - Glenda Duarte - Seropédica - Joyce Bastos - Teresópolis - Yasmin Motizuki |